# Грасия, Хавьер
Хавьер Грасия Карлос (исп. Javier "Javi" Gracia Carlos; род. 1 мая 1970, Памплона) — испанский футболист и футбольный тренер.

## Карьера

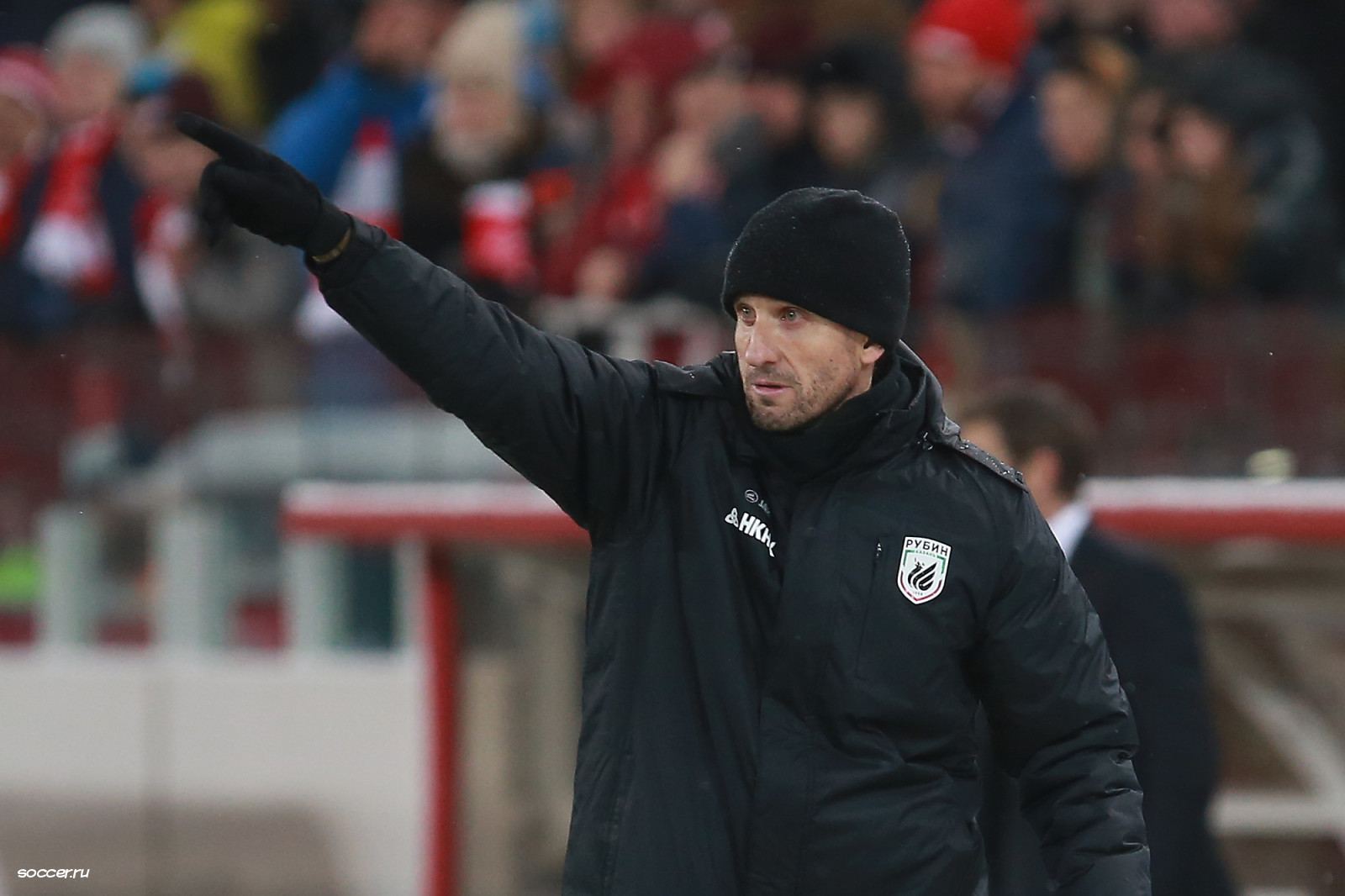
Грасия — тренер казанского «Рубина»

Грасия — воспитанник клуба «Атлетик Бильбао». За основную команду он не сыграл ни одного матча, играя за резерв. В 1992 году он перешёл в «Лериду», которая только вышла в Ла Лигу после 40-летнего перерыва. В 1993 году Хави перешёл в «Реал Вальядолид», где довольно успешно выступал на протяжении двух сезонов. В 1995 году Грасия подписал контракт с клубом «Реал Сосьедад». В новой команде он стал одним из лидеров и за четыре сезона провёл более 100 матчей. В 1999 году Хави перешёл в «Вильярреал», который вылетел в Сегунду. В 2004 году он закончил карьеру в «Кордове».
Сыграл несколько матчей за молодёжную сборную Испании.

### Тренерская карьера
В 2004 году Грасия начал карьеру тренера в молодёжной команде клуба «Вильярреал». До 2011 году он тренировал в основном клубы низших испанских дивизионов. После этого Хавьер принял приглашение греческого «Олимпиакоса» из города Волос. В Греции он также тренировал «Керкиру», а затем вернулся на родину, где довольно успешно работал в «Альмерии» и «Осасуне». В 2014 году Грасия сменил Бернда Шустера на посту главного тренера «Малаги».
27 мая 2016 года подписал четырёхлетний контракт с казанским «Рубином», по которому должен был получать 2,5 млн евро в год. Казанцы также оплатили «Малаге» неустойку в 1,2 млн евро. 8 июня 2017 контракт был расторгнут по обоюдному согласию сторон.
21 января 2018 года Грасия стал главным тренером «Уотфорда». Сумел вывести команду в финал Кубка Англии, а также дважды финишировал с ней в середине турнирной таблицы. 7 сентября 2019 года испанец освободил пост главного тренера команды после неудачного старта сезона.
27 июля 2020 года Грасия вернулся в Испанию, где возглавил «Валенсию», с которой подписал двухлетний контракт. 3 мая 2021 года был уволен в связи с неудовлетворительными результатами команды, которая расположилась на 14-м месте в турнирной таблице.
8 декабря 2021 года возглавил клуб чемпионата Катара «Аль-Садд», сменив ранее перешедшего в «Барселону» Хави Эрнандеса.

## Статистика в качестве главного тренера
По состоянию на 3 мая 2023 года
| «Понтеведра»              | Испания | 23 марта 2007   | 30 июня 2008    | 57  | 28  | 19  | 10  | 049,12 |
| «Кадис»                   | Испания | 11 июля 2008    | 9 января 2010   | 63  | 31  | 16  | 16  | 049,21 |
| «Вильярреал B» (Валенсия) | Испания | 24 июня 2010    | 12 мая 2011     | 38  | 14  | 5   | 19  | 036,84 |
| «Олимпиакос» (Волос)      | Греция  | 7 июня 2011     | 24 августа 2011 | 4   | 3   | 1   | 0   | 075,00 |
| «Керкира»                 | Греция  | 14 ноября 2011  | 28 марта 2012   | 21  | 7   | 4   | 10  | 033,33 |
| «Альмерия»                | Испания | 1 июля 2012     | 30 июня 2013    | 50  | 28  | 9   | 13  | 056,00 |
| «Осасуна» (Памплона)      | Испания | 4 сентября 2013 | 30 июня 2014    | 39  | 10  | 11  | 18  | 025,64 |
| «Малага»                  | Испания | 1 июля 2014     | 24 мая 2016     | 84  | 28  | 22  | 34  | 033,33 |
| «Рубин» (Казань)          | Россия  | 27 мая 2016     | 8 июня 2017     | 34  | 13  | 8   | 13  | 038,24 |
| «Уотфорд»                 | Англия  | 21 января 2018  | 7 сентября 2019 | 66  | 25  | 13  | 28  | 037,88 |
| «Валенсия»                | Испания | 27 июля 2020    | 3 мая 2021      | 38  | 11  | 12  | 15  | 028,95 |
| «Аль-Садд»                | Катар   | 8 декабря 2021  | 15 июля 2022    | 22  | 16  | 2   | 4   | 072,73 |
| «Лидс»                    | Англия  | 21 февраля 2023 | 3 мая 2023      | 12  | 3   | 2   | 7   | 025,00 |
| Всего                     | Всего   | Всего           | Всего           | 528 | 217 | 124 | 187 | 041,10 |

## Достижения

### Игрок
«Лерида»
- Победитель Второго дивизиона Испании: (1) 1992/93

### Тренер
«Кадис»
- Победитель Сегунды B: (1) 2008/09

 «Уотфорд»
- Финалист Кубка Англии: (1) 2018/19